# 142 Dywizja Torpedowo-Minowa
142 Dywizja Torpedowo-Minowa (142 DT-M) –  lotniczy związek taktyczny Sił Zbrojnych ZSRR i Federacji Rosyjskiej w strukturach Floty Oceanu Spokojnego.

## Struktura i samoloty
| Struktura i samoloty w 1991 |             |                |
| Nazwa jednostki             | Garnizon    | Samolot        |
| Dowództwo dywizji           | Nikołajewka |                |
| 189 pułk torpedowo-minowy   | Nikołajewka | TU-22M, TU-16K |
| 867 pułk torpedowo-minowy   | Nikołajewka | TU-22M, TU-16K |